# Peak 10484
Der Peak 10484 ist ein Berg im Grand-Teton-Nationalpark im Westen des US-Bundesstaates Wyoming. Er hat eine Höhe von 3196 m (10484 ft) und ist Teil der Teton Range in den Rocky Mountains. Er erhebt sich am westlichen Ende des Moran Canyon, ca. 10 km westlich des Jackson Lake und liegt auf der Grenze des Grand-Teton-Nationalparks zur Jedediah Smith Wilderness des Caribou-Targhee National Forest. Der Green Lakes Mountain erhebt sich rund 1,5 km nördlich, der Window Peak rund 2 km nordöstlich.

## Belege
1. ↑  Peakbagger: Peak 10484. Abgerufen am 27. Juli 2021.